# Waldo Salt

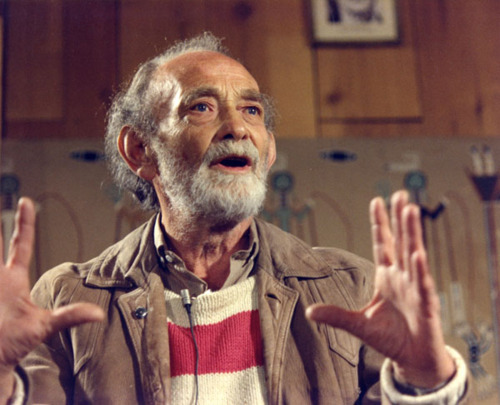
Waldo Salt, 1987 verstorbener Drehbuchautor

Waldo Pressman Salt (* 18. Oktober 1914 in Chicago, Illinois; † 7. März 1987 in Los Angeles, Kalifornien)  war ein vielfach ausgezeichneter US-amerikanischer Drehbuchautor, der während der McCarthy-Ära auf die Schwarze Liste gesetzt wurde.

## Leben
Salt besuchte schon im frühen Alter von 14 Jahren die Stanford University und schloss sein Studium im Alter von 20 Jahren ab. 1936 erhielt er eine feste Anstellung als Autor bei Metro-Goldwyn-Mayer. Dort schrieb er an insgesamt 19 Filmen mit, darunter das Melodram Die Braut trug Rot. Obwohl er 1938 der Kommunistischen Partei der USA beigetreten war, wurde er von 1942 bis Kriegsende als Berater für das United States Office of War Information beschäftigt. 1948 schrieb Salt das Drehbuch für den Western Rachel und der Fremde mit Loretta Young, William Holden und Robert Mitchum in den Hauptrollen. Er erhielt hierfür eine Nominierung für den WGA Award. Zwei Jahre später entstand nach seinem Buch der Abenteuerfilm Der Rebell mit Burt Lancaster und Virginia Mayo in den Hauptrollen.
Als er sich 1951 weigerte, vor dem Komitee für unamerikanische Umtriebe auszusagen, wurde er auf die Schwarze Liste gesetzt und durfte die nächsten elf Jahre nicht mehr in Hollywood arbeiten. In dieser Zeit schrieb er unter verschiedenen Pseudonymen Drehbücher für Fernsehserien, darunter die britische Produktion Ivanhoe mit Roger Moore in der Titelrolle.
Nach dem Ende der McCarthy-Ära schrieb er wieder unter eigenem Namen, sein erstes Drehbuch nach der Sperre entstand 1962 für den Abenteuerfilm Taras Bulba mit Yul Brynner in der Titelrolle. In den 1970er Jahren erreichte seine Karriere ihren Höhepunkt. Zunächst erhielt er 1970 für John Schlesingers Filmdrama Asphalt-Cowboy mit Dustin Hoffman und Jon Voight in den Hauptrollen den Oscar. Er wurde für sein Drehbuch zudem für den Golden Globe Award nominiert und erhielt den WGA Award und den Britischen Filmpreis. Für die Adaption von Peter Maas’ Bestseller-Biografie Serpico erhielt er einen weiteren WGA Award sowie Nominierungen für den Oscar und den Edgar Allan Poe Award. Seinen zweiten Oscar erhielt er 1979 für Coming Home – Sie kehren heim. Hierfür wurde er zum zweiten Mal für den Golden Globe nominiert und mit dem dritten WGA Award ausgezeichnet. 1986 erhielt er für sein Lebenswerk den Laurel Award. 1990 wurde der Dokumentarfilm Waldo Salt: A Screenwriter’s Journey veröffentlicht, 1992 wurde der Waldo Salt Screenwriting Award ins Leben gerufen, der jährlich auf dem Sundance Film Festival verliehen wird.
Salt war drei Mal verheiratet. Aus seiner ersten Ehe gingen zwei Kinder hervor, darunter die Schauspielerin Jennifer Salt. In dritter Ehe war er mit der Schriftstellerin Eve Merriam verheiratet.

## Filmografie (Auswahl)
- 1937: Die Braut trug Rot (The Bride Wore Red)
- 1938: Engel aus zweiter Hand (The Shopworn Angel)
- 1939: Die Abenteuer des Huckleberry Finn (The Adventures of Huckleberry Finn)
- 1948: Rachel und der Fremde (Rachel and the Stranger)
- 1950: Der Rebell (The Flame and the Arrow)
- 1951: M
- 1962: Taras Bulba
- 1964: Monsieur Cognac (Wild and Wonderful)
- 1969: Asphalt-Cowboy (Midnight Cowboy)
- 1971: Wo Gangster um die Ecke knallen (The Gang That Couldn’t Shoot Straight)
- 1973: Serpico
- 1975: Der Tag der Heuschrecke (The Day of the Locust)
- 1978: Coming Home – Sie kehren heim (Coming Home)

## Broadway
- 1954–1955: Sandhog

## Auszeichnungen
- 1949: WGA-Award-Nominierung für Ehe ohne Liebe
- 1970: WGA Award für Asphalt-Cowboy
- 1970: Oscar für Asphalt-Cowboy
- 1970: Britischer Filmpreis für Asphalt-Cowboy
- 1970: Golden-Globe-Award-Nominierung für Asphalt-Cowboy
- 1974: Oscar-Nominierung für Serpico
- 1974: Edgar-Allan-Poe-Award-Nominierung für Serpico
- 1974: WGA Award für Serpico
- 1979: Golden-Globe-Nominierung für Coming Home – Sie kehren heim
- 1979: Oscar für Coming Home – Sie kehren heim
- 1979: WGA Award für Coming Home – Sie kehren heim
- 1986: Laurel Award